# هنری لرمن
هنری لِرمَن (به انگلیسی: Henry Lehrman) (زادهٔ ۳۰ مارس ۱۸۸۶ – درگذشتهٔ ۷ نوامبر ۱۹۴۶) فیلم‌نامه‌نویس، کارگردان، تهیه‌کننده و بازیگر اهل ایالات متحدهٔ آمریکا بود.

## فیلم‌شناسی
- عکس‌های قلابی (۱۹۱۸)
- امرار معاش (۱۹۱۴)
- پلیس بنگفیل (۱۹۱۴)
- یک دیو روستایی (۱۹۱۴)
- مسابقه اتومبیل‌رانی در ونیز (۱۹۱۴)
- اشتباه یک لاس‌زن (۱۹۱۴)
- کارآموز تازه‌کار (۱۹۱۴)
- کوپیدو در مطب دندان‌پزشکی (۱۹۱۳)
- عشق و جسارت (۱۹۱۳)
- شور و اشتیاق سه‌گانه (۱۹۱۳)
- پسر مامان (۱۹۱۳)
- جابجایی پروفسور بین (۱۹۱۳)
- به‌خاطر عشق میبل (۱۹۱۳)
- تبهکاران (۱۹۱۳)
- چاقالو در سن دیگو (۱۹۱۳)
- سند بدهکاری مورفی (۱۹۱۳)
- دو ملوان کارکشته (۱۹۱۳)
- زن‌ستیزان (۱۹۱۳)
- کمک! کمک! هاری! (۱۹۱۳)